# マーク・スミス (レースエンジニア)
マーク・スミス（Mark Smith, 1961年3月9日 - ）は、イギリスのモータースポーツエンジニア。F1のジョーダン・グランプリやルノーF1等でテクニカルディレクターを務めた。

## 経歴
イギリス出身。
イングランドの国立ウルヴァーハンプトン大学で機械工学を学び、1988年に卒業した。
モータースポーツ業界での彼の最初の職場は、1988年のマーチ・エンジニアリングの複合材部門であるコンテック・コンポジット社（Comtec）で、ポルシェのインディカーや国際F3000用車両などの車体製造に関与した。
マーチ・エンジニアリング崩壊劇のさなかに、翌1989年にレイナードに移り、88Dに続く2代目のレイナードF3000カー、89Dの設計で仕事を始めていたゲイリー・アンダーソンと同じマルコム・オーストラーが統括するビスターの設計チームに所属し、ギアボックスの設計に携わることになる。
このレイナードのF3000カー設計チームには、すでに1987年からアンドリュー・グリーンが加入していて、サスペンションの仕事をしていた。

### F1における活動

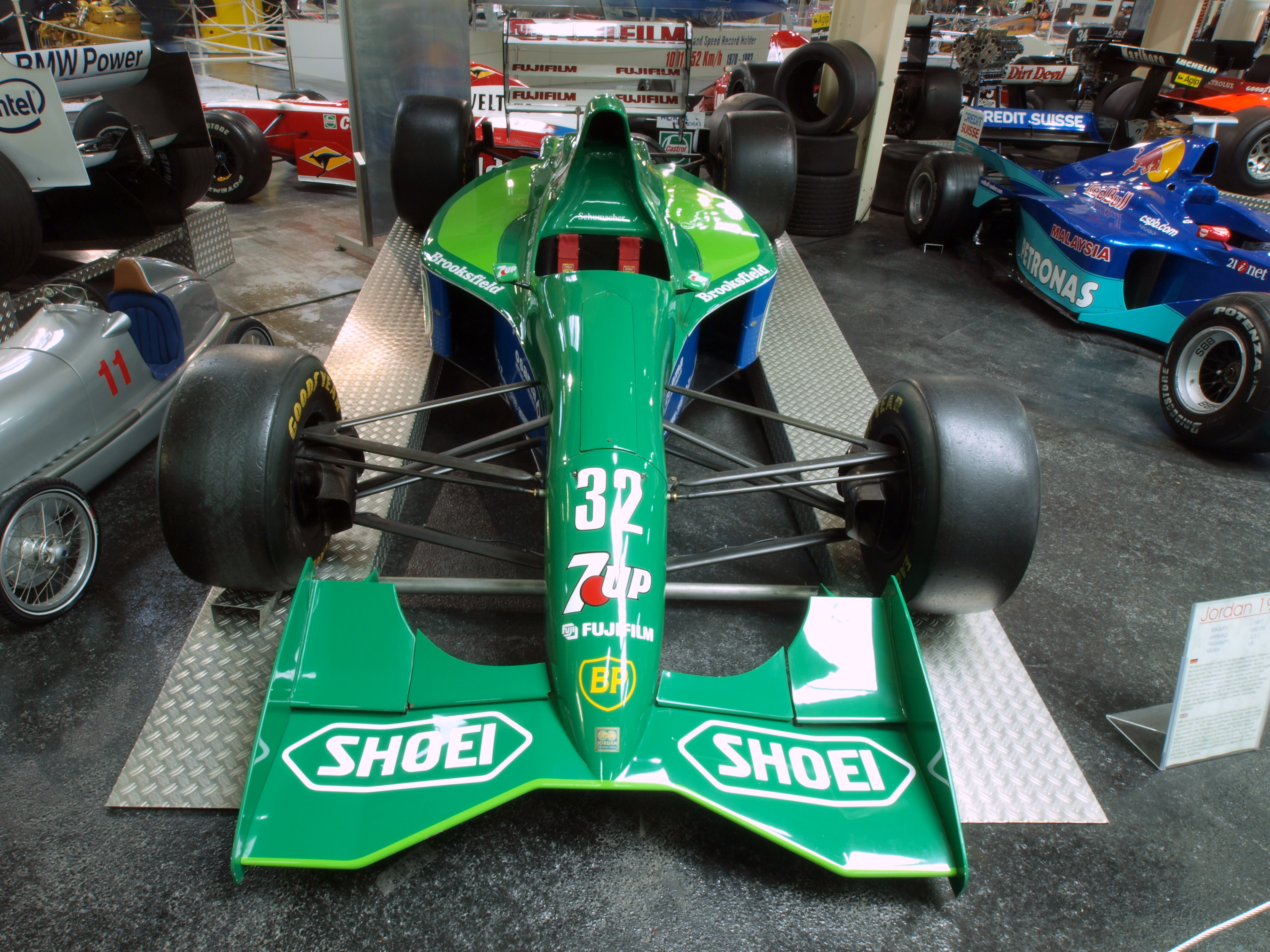
ジョーダン・191

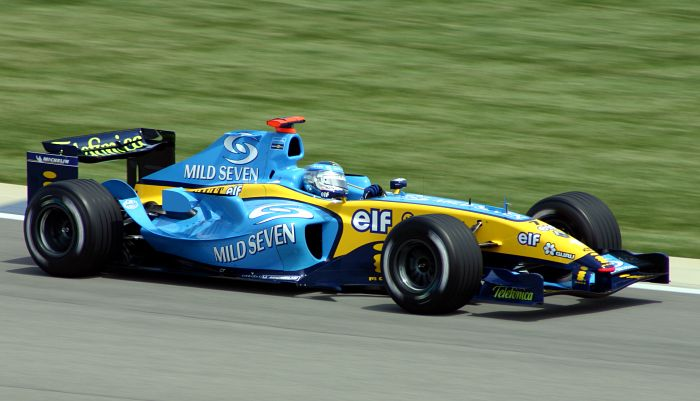
ヤルノ・トゥルーリが駆るR24

ジョーダン・グランプリ
1990年に当時国際F3000に参戦していたジョーダンチームで、翌1991年のF1参戦に向けた設計チームに入り、ゲイリー・アンダーソンの下でトランスミッションの設計に携わる。1993年にハイドロリックギアシフトを開発するなど活躍し、1997年には同チームのチーフデザイナーに昇格する。
1998年には、移籍してきたマイク・ガスコインとジョイントチーフデザイナーを務め、サスペンションの設計に携わった。1991年から2000年まで、11年にわたってチーフデザイナーなどを務め、ジョーダンチームの設計部門を支えた。

ベネトン/ルノー

2001年にベネトンチーム（翌年ルノーに改組）に移籍し、ジョーダン時代にも共に働いた経験があるマイク・ガスコインの下、ティム・デンシャムと同格のチーフデザイナーとして一部門を率う。ガスコインが導入したローテーション体制で、2002年型R202、2004年型R24の設計を手がけた。
2004年中旬にジョーダンのエディ・ジョーダンによってテクニカルディレクターの役職を約束され、同年9月にルノーを去った。

再びジョーダン・グランプリへ
2004年12月1日、ジョーダンにテクニカルディレクターとして復帰したが、ジョーダンがミッドランドチームに買収された為、数週間後にジャガー・レーシングチームを買収したレッドブル・レーシングチームへ移籍した。

レッドブル・レーシング
2005年3月にレッドブル・レーシングチームにチーフテクニカルディレクターとして移籍し、同年9月にテクニカルディレクターであったギュンター・シュタイナーが同チームを去った為、テクニカルディレクターに昇進し当初は開発部門を率いることとなった。
2006年1月にエイドリアン・ニューウェイが同チームにチーフテクニカルオフィサー（CTO）として加入したことに伴い、開発部門の長としての座をニューウェイに譲る。その後2007年にレッドブルを去った。

フォース・インディア
2007年12月3日、フォース・インディアにジョーダン、ルノーで同僚だったガスコインの下、デザインディレクターとして同チームの2008年、2009年度マシンの開発を統括する役職を務めた。2010年2月に、テクニカルディレクターであったジェームス・キーの離脱に伴い同職に昇進した。

チーム・ロータス/ケータハム
2010年6月に、ロータスF1チーム(後のケータハムF1チーム)からのオファーを受け、テクニカル・ディレクターとしてシーズン終了後に移籍した。今後はCTOとして、かつてルノーF1で仕事をしたガスコインのもとで仕事をすることとなった。
2014年5月チーム再編によりケータハムを去った。

ザウバー
2015年7月13日より、ザウバーのテクニカルディレクターに就任する事が発表された。